# Asclepias feayi
Asclepias feayi är en oleanderväxtart som beskrevs av Alvin Wentworth Chapman och Asa Gray. Asclepias feayi ingår i släktet sidenörter, och familjen oleanderväxter. Inga underarter finns listade i Catalogue of Life.